# Esli ty prav...
Esli ty prav... (Если ты прав…) è un film del 1963 diretto da Jurij Pavlovič Egorov.